# Vitorlázás az 1908. évi nyári olimpiai játékokon
Az 1908. évi nyári olimpiai játékokon a vitorlázásban négy számot bonyolítottak le július 27-29 között a kisebb, augusztus 11-12 én a 12 méteres hajóknak. Öt ország hatvannégy versenyzője között egy nő is volt.

## Éremtáblázat
(A rendező ország csapata eltérő háttérszínnel, az egyes számoszlopok legmagasabb értéke, vagy értékei vastagítással kiemelve.)
| Az 1908. évi nyári olimpiai játékok éremtáblázata vitorlázásban | Az 1908. évi nyári olimpiai játékok éremtáblázata vitorlázásban | Az 1908. évi nyári olimpiai játékok éremtáblázata vitorlázásban | Az 1908. évi nyári olimpiai játékok éremtáblázata vitorlázásban | Az 1908. évi nyári olimpiai játékok éremtáblázata vitorlázásban | Olimpia  |
| --------------------------------------------------------------- | --------------------------------------------------------------- | --------------------------------------------------------------- | --------------------------------------------------------------- | --------------------------------------------------------------- | -------- |
|                                                                 | Ország                                                          | Arany                                                           | Ezüst                                                           | Bronz                                                           | Összesen |
| 1.                                                              | Nagy-Britannia (GBR)                                            | 4                                                               | 1                                                               | 1                                                               | 6        |
|                                                                 |                                                                 |                                                                 |                                                                 |                                                                 |          |
| 2.                                                              | Belgium (BEL)                                                   | 0                                                               | 1                                                               | 0                                                               | 1        |
| 2.                                                              | Svédország (SWE)                                                | 0                                                               | 1                                                               | 0                                                               | 1        |
|                                                                 |                                                                 |                                                                 |                                                                 |                                                                 |          |
| 4.                                                              | Franciaország (FRA)                                             | 0                                                               | 0                                                               | 1                                                               | 1        |
|                                                                 |                                                                 |                                                                 |                                                                 |                                                                 |          |
| Összesen                                                        | Összesen                                                        | 4                                                               | 3                                                               | 2                                                               | 9        |

## Érmesek
| Az 1908. évi nyári olimpiai játékok érmesei vitorlázásban | | | |
| Versenyszám                                               | Arany | Ezüst | Bronz |
| 6 méter                                                   | Nagy-Britannia (GBR) · Dormy · Gilbert Laws · Thomas McMeekin · Charles Crichton | Belgium (BEL) · Zut · Léon Huybrechts · Louis Huybrechts · Henri Weewauters | Franciaország (FRA) · Guyoni · Henri Arthus · Louis Potheau · Pierre Rabot                                       |
| 7 méter                                                   | Nagy-Britannia (GBR) · Heroin · Charles Rivett-Carnac · Richard Dixon · Norman Bingley · Frances Rivett-Carnac                                                                          | Nem adták ki | Nem adták ki |
| 8 méter                                                   | Nagy-Britannia (GBR) · Cobweb · Blair Cochrane · Arthur Wood · Henry Sutton · John Rhodes · Charles Campbell                                                                            | Svédország (SWE) · Vinga · Carl Hellström · Edmund Thormählen · Erik Wallerius · Eric Sandberg · Harald Wallin | Nagy-Britannia (GBR) · Sorais · Philip Hunloke · Alfred Hughes · Frederick Hughes · George Ratsey · William Ward |
| 12 méter                                                  | Nagy-Britannia (GBR) · Hera · Thomas Glen-Coats · Arthur Downes · John Downes · John Buchanan · David Dunlop · John Mackenzie · Gerald Tait · James Bunten · Albert Martin · John Aspin | Nagy-Britannia (GBR) · Mouchette · Charles MacIver · Cecil R. MacIver · James Baxter · William Davidson · John Spence · Thomas Littledale · John Jellico · Charles McLeod-Robertson · James Kenion · J.A. Gardiner | Nem adták ki |